# Le Nord (Kouïndji)
Pour les articles homonymes, voir Le Nord et Nord (homonymie).
Le Nord (en russe : Север) est un tableau du peintre Arkhip Kouïndji (1841/1842—1910), réalisé en 1879. Il appartient aux collections de la Galerie Tretiakov (n° d'inventaire 881). Ses dimensions sont de 132 × 103,,.

## Histoire et description
Le tableau est dévoilé au public pour la première fois en 1879, lors d'une exposition des Ambulants, ensemble avec deux autres toiles du peintre Après la pluie et Petit bois de bouleaux,.
Cette toile Le Nord est la dernière d'une trilogie de l'artiste sur la nature septentrionale après les autres toiles Lac Ladoga (1873) et Sur l'île de Valaam (1873).
Le tableau offre une vue depuis une hauteur vers la plaine qui disparaît au loin dans la brume, se confondant avec l'horizon sous un ciel gris-rose. Ce paysage majestueux, symbolisant les espaces illimités du nord, est rempli de poésie profonde et d'amour pour une nature austère.
L'historien d'art Vladimir Petrov décrit ainsi cette œuvre dans son article consacré au 150e anniversaire de la naissance de Kouïndji :

« Dans son tableau Le Nord, Kouïndji transmet subtilement sa fascination pour ces espaces austères en reproduisant, comme à vol d'oiseau, un paysage majestueux observé dans le brouillard depuis le bord d'une colline. Le motif du pin poussant dans des failles du granit est très expressif et caractéristique de son œuvre (l'artiste aimait représenter de tels pins accrochés aux bords de falaises mais restant obstinément tendus vers le ciel). »